# Dvadeset prvi vijek
"Dvadaset prvi vijek" ("O século XXI") foi a canção que representou a Bósnia e Herzegovina no Festival Eurovisão da Canção 1995 que se desenrolou em Dublin, na Irlanda.
A referida canção foi interpretada em bósnio por  Davorin Popović. Foi a quarta canção a ser interpretada na noite do festival, a seguir à canção alemã "Verliebt in Dich", cantada pela banda Stone & Stone e antes da canção norueguesa "Nocturne, cantada pela banda Secret Garden. Terminou a competição em 19.º lugar, tendo recebido um total de 14 pontos. No ano seguinte, em 1996, a Noruega fez-se representar com a canção "Za našu ljubav", interpretada por Amila Glamočak.

## Autores
- Letra: Zlatan Fazlić
- Música: Sinan Alimanović e Zlatan Fazlić
- Orquestação: Sinan Alimanović

## Letra
A canção é uma power ballad, na qual o cantor quer saber onde está a sua amante. Ele explica o seu desespero ao dizer que "o século XXI está a chegar|chegando minha querida", e provavelmente ele quer está com ela naquela ocasião.

## Versões
Popović gravou uma versão em inglês intitulada "Twenty-first century".